# Olkusz (công xã)
Gmina Olkusz là một vùng thành thị-nông thôn (công xã) ở Olkusz, Voivodeship Ba Lan, ở miền nam Ba Lan. Khu vực hành chính của nó là thị trấn Olkusz, nằm cách khoảng 37 kilômét (23 mi) về phía tây bắc của thủ đô khu vực Kraków.
Gmina có diện tích 150,66 kilômét vuông (58,2 dặm vuông Anh), và tính đến năm 2006, tổng dân số của nó là 50.289 (trong đó dân số Olkusz lên tới 37.552, và dân số của vùng nông thôn của Gmina là 12.737).
Gmina gồm một phần của khu vực được bảo vệ gọi là Công viên Cảnh quan Thung lũng Kraków.

## Làng
Ngoài thị trấn Olkusz, Gmina Olkusz gồm các làng và các khu định cư của Bogucin Maly, Braciejówka, Gorenice, Kogutek Kosmołowski, Kosmolów, Niesułowice, Olewin, Osiek, Pazurek, Podlesie, Rabsztyn, Sieniczno, Troks, Wiśliczka, Witeradów, Zawada, Zederman, Zimnodół và Żurada.

## Gmina lân cận
Gmina Olkusz giáp với Gmina Bukowno và Gmina của Bolesław, Jerzmanowice-Przeginia, Klucze, Krzeszowice, Sułoszowa, Trzebinia, Trzyciąż và Wolbrom.